# Ла Лукина (Модена)
Ла Лукина је насеље у Италији у округу Модена, региону Емилија-Ромања.
Према процени из 2011. у насељу је живело 220 становника. Насеље се налази на надморској висини од 248 м.